# Bong de gravedad
No confundir con bomba de gravedad.
Un bong de gravedad, también conocido como GB, bucket bong, grav, geeb, gibby, yoin o ghetto bong, es un método de consumo de sustancias fumables como el cannabis. El término describe tanto un bong de cubo como un bong de cascada, ya que ambos utilizan presión de aire y agua para extraer el humo. Un pulmón utiliza un equipo similar, pero en lugar de agua extrae el humo sacando de la cámara una bolsa de plástico compactada o similar.
La cachimba de cubo se compone de dos recipientes, el mayor de los cuales está abierto y lleno de agua. El más pequeño tiene una cazoleta adjunta y el fondo abierto, y el más pequeño se coloca en el más grande. Una vez encendida la cazoleta, el operador debe mover el recipiente pequeño hacia arriba, provocando una diferencia de presión. El humo llena lentamente el recipiente pequeño hasta que el usuario saca la cazoleta e inhala el contenido. Un bong de cascada se compone de un solo recipiente. El recipiente debe tener una cazoleta y un pequeño orificio cerca de la base para que el agua pueda drenarse fácilmente. A medida que el agua sale del recipiente, el aire es impulsado a través de la cazoleta y hace que la sustancia se queme y acumule humo en el bong.

## Tipos

### Cubeta

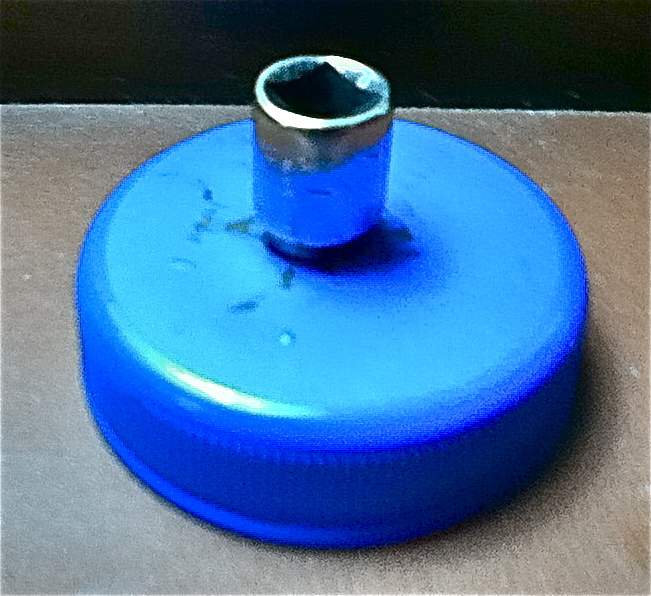
La tapa de la botella

La construcción de un bong de cubeta (o simplemente un «bucket») requiere una botella de plástico (de unos 2 litros), una base hexagonal utilizada como cazoleta, una rejilla de aireación cortada a la medida de la cazoleta y un cubo grande u otro recipiente en el que quepan la botella y una cantidad suficiente de agua. La base de la botella de plástico se corta, y la tapa de la botella tiene un pequeño orificio en el centro que eventualmente albergará un cuenco. La rejilla se coloca dentro del cuenco. La boquilla cortada se enrosca en el agujero fuera de la tapa.

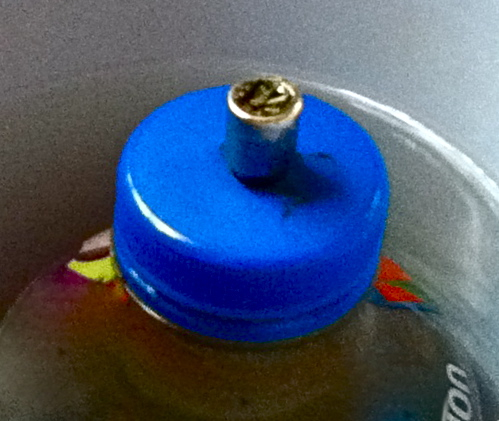
El bong, listo para funcionar

A continuación, se rellena el tapón con una sustancia fumable y se enrosca en la botella una vez sumergida hasta el cuello en el líquido. Mientras se enciende la cazoleta con (preferiblemente) un mechero o un fósforo, se levanta gradualmente la botella hasta que esté a punto de salir del agua o cuando la sustancia deje de arder. Mientras la botella se mantiene en su lugar, se quita la tapa, se coloca la boca del usuario en la abertura de la botella y el usuario inhala mientras la botella se empuja de nuevo hacia abajo en el agua. La causa de que el humo sea expulsado por el movimiento de la botella es el aumento de la presión interna, creada cuando el volumen de agua aumenta; el humo entra en los pulmones de una manera «más suave» que la inhalación de un porro, un canuto o una cazoleta por sí mismos.  Esto le dará al fumador una dosis repentina sin apenas perder humo, en lugar de la cantidad de humo que se pierde con los porros y los canutos. Una vez quemado y elevado, el humo se puede simplemente inhalar mientras está suspendido en la cámara, dejando que el retorno de la botella al agua para una presión ascendente adicional durante la inhalación sea esencialmente una cuestión de preferencia.

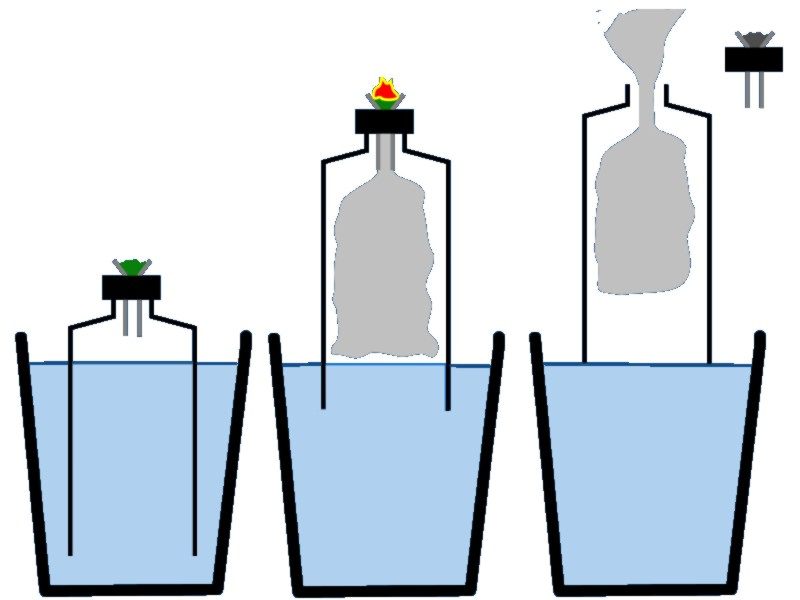
Diagrama de un bong de cubeta en funcionamiento

El autor Brian Griffin —que también escribió bajo seudónimo— señaló que el inconveniente estético de un bong de gravedad es que parece «algo que un conserje ha montado con objetos de su armario». Griffin también escribió que el bong es bastante difícil de ocultar, diciendo: «pueden ser difíciles de esconder si los padres cívicos o los agentes de libertad condicional planean hacer visitas. Un autor bajo el seudónimo Will B. High insistió en que la existencia del bucket bong era una “prueba irrefutable” de que los fumadores de marihuana eran más inteligentes e ingeniosos de lo que se podría suponer. I. M. Stoned, autor de Weed: 420 Things You Didn't Know (or Remember) about Cannabis (420 cosas que no sabías (o no recordabas) sobre el cannabis ) calificó el bong de cubeta como «fuera de serie» y de «dulzura asesina».
En el hemisferio sur, el bong de gravedad suele denominarse «Buckie».

### Cascada

Diagrama de un bong en cascada en funcionamiento

Un bong de cascada (o bong de cubeta invertida) es otro método para fumar. Se monta utilizando una botella grande de plástico (preferiblemente de dos litros), un tapón o tapón de goma, una boquilla cortada de latón para que haga de cazoleta y evite que la marihuana (u otro material) entre en la botella, y una rejilla aireadora. Una vez que la botella está llena de agua hasta el cuello, se enrosca la tapa, se retira el tapón de goma y se enciende el contenido de la cazoleta para que salga agua y se introduzca humo en la botella. El tapón se retira una vez que el agua se ha vaciado por completo, lo que permite al usuario inhalar el humo.

### Pulmón, pipa/bong con paracaídas y bong con bolsa de pan
Un pulmón, también conocido como pipa/bong con paracaídas y bong de bolsa de pan, es un dispositivo similar a la cachimba de cubo por gravedad y a la cascada, pero que no utiliza agua (y por lo tanto es más portátil), sino que utiliza la succión creada al colocar un objeto maleable hermético en la cámara de humo, que se retira para tirar del humo hacia el espacio vacío. En su forma más rudimentaria, sólo requiere una cámara superior y una bolsa de plástico de supermercado o similar pegada con cinta adhesiva para proporcionar la succión. Los usuarios solitarios suelen añadir cuerdas para ayudar a tirar, ya que el dispositivo requiere mantenerse en posición vertical y quemarse con las manos, pero puede levantarse firmemente con la cuerda (anclada) que sujeta la bolsa en su posición original para crear el vacío.
A principios del siglo XXI, se fabricaron dispositivos comerciales para fumar más sofisticados para los países en los que el cannabis estaba despenalizado. Un ejemplo, con una base plana y una cámara de estilo concertina que se expandía para crear la cámara de humo de succión y se contraía para forzar el humo en los pulmones de los usuarios, y para el almacenamiento, fue llamado Bukket pero más similar a un pulmón en su método.

## Comparación de métodos de consumo
La cachimba se utiliza normalmente para el cannabis y generalmente no se recomienda para fumar tabaco o hierbas. A menudo se comercializa para su uso con tabaco, especialmente donde fumar marihuana es ilegal.  La presión creada por la acción de inhalar humo en los pulmones del usuario es muy baja cuando se utiliza una cascada, al contrario que otros dispositivos para fumar, ya que la gravedad llena la cámara de humo, creando menos trabajo para los pulmones del fumador. El bong de gravedad se diferencia de las pipas de agua y los bongs de agua en que no hace burbujear el humo a través del agua. Los vaporizadores no producen humo, pero el proceso de inhalación es similar. Un porro puede contener de 0,4 g a bastante más de 1 g y los canutos pueden contener hasta 3 g de cannabis,  mientras que el bong de cubeta o bucket sólo utiliza entre 0,1 y 0,3 g.

## Situación jurídica
A nivel internacional, la venta de bongs de gravedad es a menudo prohibida en los países donde la marihuana es ilegal debido a su asociación. En los Estados Unidos, en virtud del Estatuto Federal de Parafernalia de Drogas, que forma parte de la Ley de Sustancias Controladas, es ilegal vender, transportar por correo, transportar a través de las fronteras estatales, importar o exportar parafernalia de drogas, lo que significa que el bong es ilegal.  Desde que California, Colorado, Washington y varios otros estados han legalizado el uso recreativo de la hierba, los bongs de gravedad (junto con otra parafernalia relacionada) se pueden vender legalmente a cualquier persona mayor de 21 años. En los países y estados donde el consumo de cannabis es ilegal, algunos minoristas insisten en que los bongs están destinados para su uso con tabaco en un intento de eludir las leyes contra la venta de parafernalia de drogas. Aunque técnicamente el término «bong» no significa un dispositivo utilizado para fumar principalmente marihuana, se han formado connotaciones relacionadas con las drogas dentro de la propia palabra (en parte debido al juego de palabras con el sánscrito bhangah, que significa «cáñamo»). Así, por temor a la ley, algunas tiendas conocidas como head shops no atienden a los clientes que utilizan la palabra «bong» o «bongs», y suelen insistir en el término «pipa de agua».